# هیدرآزین سولفات
هیدرآزین سولفات (به انگلیسی: Hydrazine sulfate) یک ترکیب شیمیایی با شناسه پاب‌کم ۲۴۸۴۲ است. 